# Manfred Schroeder
Manfred Robert Schroeder (Ahlen, 12 luglio 1926 – 28 dicembre 2009) è stato un fisico tedesco, noto soprattutto per i suoi contributi all'acustica e alla grafica computerizzata. Nel suo campo ha scritto tre libri e pubblicato oltre 150 articoli.

## Biografia
Nato ad Ahlen, durante la seconda guerra mondiale lavorò sui sistemi radar. Ha poi studiato all'università di Gottinga (1947-1952), guadagnandosi una laurea in matematica (1951) e una in fisica (1954). Le sue tesi hanno dimostrato come piccole cavità regolari esistenti nelle sale da concerto provochino risonanze sfavorevoli.
Nel 1954 si unì allo staff tecnico dei Bell Laboratories nello stato del New Jersey; qui le sue ricerche su linguaggio e grafica hanno conseguito ben quarantacinque brevetti. Con Bishnu Atal è stato un promotore del cosiddetto "codice di previsione lineare" (1967), la nozione cioè che vari rumori indotti dalla compressione potrebbero essere collocati in regioni spettrali in modo da essere meno rilevabili dal sistema uditivo umano. Ancora affiliato con i Bell Laboratories, rientrò all'università di Gottinga come professore di fisica (1969), divenendo professore emerito nel 1991. È stato anche professore invitato all'università imperiale di Tokyo nel 1979.
Dopo aver sviluppato con Bishnu Atal il codice di previsione lineare (1985), senza il quale i moderni telefoni cellulari non esisterebbero, con Ning Xiang è stato promotore di un metodo di misurazione sincrono a doppio canale che utilizzava sequenze di lunghezza massima reciproca (2003). Condusse un famoso studio su 22 sale da concerto in tutto il mondo, realizzando un metodo di confronto che non richiede spostamenti o viaggi.

## Opere
- Number Theory in Science and Communication - With Applications in Cryptography, Physics, Biology, Digital Information and Computing, Berlino, Springer Verlag, 1983.
- Fractals, Chaos, Power Laws. Minutes from an Infinite Paradise, Freeman & Co., 1991.
- Computer speech recognition, compression, synthesis, (con H. Quast e H.W. Strube) Berlino, Springer Verlag, 1985.
- Hundert Jahre Friedrich Hund - Ein Rückblick auf das Wirken eines bedeutenden Physikers, 1996.

## Onorificenze
- 1969 primo premio alla International Computer Art Competition
- Fellow alla Acoustical Society of America
- IEEE Fellow (1971).[3]
- Audio Engineering Society fellow e medaglia d'oro (1972)
- Membro della United States National Academy of Engineering (1979)[4]
- Fellow alla American Academy of Arts and Sciences (1986)[5]
- Medaglia Helmholtz della Deutsche Gesellschaft für Akustik
- 1975 membro della società Max Planck
- 1978 membro della New York Academy of Sciences
- Medaglia Rayleigh 1984 e 1987
- ASA Gold Medal della Acoustical Society of America (1991)[6][7]
- ISCA Medal for Scientific Achievement della International Speech Communication Association (2004)[8]
- Premio della Eduard-Rhein-Stiftung (2004)[9][10]